# 카를로비바리 국제 영화제
카를로비바리 국제 영화제(체코어: Mezinárodní filmový festival Karlovy Vary, KVIFF)는 매년 7월 체코의 카를로비바리에서 열리는 영화제이다. 오랜 세월 동안 개최되어 세계적인 명성을 얻었으며 유럽의 중요 영화 행사 가운데 하나가 되었다.

## 상
영화 경쟁 부문
- 그랑프리(Grand Prix)
- 심사위원 특별상(Special Jury Prize)
- 최고의 감독상(Best Director Award)
- 최고의 여자배우상(Best Actress Award)
- 최고의 남자배우상(Best Actor Award)

다큐멘터리 경쟁 부문
- 최고의 다큐멘터리상 (30분 이하 분류)
- 최고의 다큐멘터리상 (30분 초과 분류)

## 크리스탈 글로브 수상작
- 2015년 《밥 앤 트리스》 (미국, 프랑스)
- 2014년 《옥수수 섬》 (조지아)
- 2001년 《아멜리에》 (프랑스)